# Poor Jake's Demise
Poor Jake's Demise è un cortometraggio muto del 1913 diretto da Allen Curtis. Tra gli interpreti, anche Lon Chaney, qui in uno dei suoi primi film.
La pellicola era considerata perduta ma, nel 2006, in Inghilterra, ne è stato ritrovato un frammento con Lon Chaney e Louise Fazenda; frammento che è stato restaurato dalla Lobster Films di Parigi nei Laboratori Haghefilm di Amsterdam.

## Produzione
Il film fu prodotto dall'Independent Moving Pictures Co. of America (IMP).

## Distribuzione
Distribuito dall'Universal Film Manufacturing Company, il film - un cortometraggio di 150 metri - uscì nelle sale statunitensi il 16 agosto 1913. Nelle proiezioni, veniva programmato con il sistema dello split reel, accorpato in un'unica bobina con un altro cortometraggio prodotto dalla Independent Moving Pictures, il cartoon In Laughland with Hy Mayer.